# السرس (تونس)
السرس (به عربی: السرس) یک منطقهٔ مسکونی در تونس است که در استان کاف واقع شده‌است. السرس ۱۲٬۱۳۷ نفر جمعیت دارد.